# Grand Prix Číny 2014
Grand Prix Číny 2014 (oficiálně 2014 Formula 1 UBS Chinese Grand Prix) se jela na okruhu Shanghai International Circuit v Šanghaji v Číně dne 20. dubna 2014. Závod byl čtvrtým v pořadí v sezóně 2014 šampionátu Formule 1.

## Kvalifikace
| Poř.                       | No. | Jezdec            | Konstruktér             | Časy v kvalifikaci | Časy v kvalifikaci | Časy v kvalifikaci | Pořadí na startu |
| Poř.                       | No. | Jezdec            | Konstruktér             | Q1                 | Q2                 | Q3                 | Pořadí na startu |
| -------------------------- | --- | ----------------- | ----------------------- | ------------------ | ------------------ | ------------------ | ---------------- |
| 1                          | 44  | Lewis Hamilton    | Mercedes                | 1:55.516           | 1:54.029           | 1:53.860           | 1                |
| 2                          | 3   | Daniel Ricciardo  | Red Bull Racing-Renault | 1:56.641           | 1:55.302           | 1:54.455           | 2                |
| 3                          | 1   | Sebastian Vettel  | Red Bull Racing-Renault | 1:55.926           | 1:54.499           | 1:54.960           | 3                |
| 4                          | 6   | Nico Rosberg      | Mercedes                | 1:56.058           | 1:55.294           | 1:55.143           | 4                |
| 5                          | 14  | Fernando Alonso   | Ferrari                 | 1:56.961           | 1:55.765           | 1:55.637           | 5                |
| 6                          | 19  | Felipe Massa      | Williams-Mercedes       | 1:56.850           | 1:56.757           | 1:56.147           | 6                |
| 7                          | 77  | Valtteri Bottas   | Williams-Mercedes       | 1:56.501           | 1:56.253           | 1:56.282           | 7                |
| 8                          | 27  | Nico Hülkenberg   | Force India-Mercedes    | 1:55.913           | 1:56.847           | 1:56.366           | 8                |
| 9                          | 25  | Jean-Éric Vergne  | Toro Rosso-Renault      | 1:57.477           | 1:56.584           | 1:56.773           | 9                |
| 10                         | 8   | Romain Grosjean   | Lotus-Renault           | 1:58.411           | 1:56.407           | 1:57.079           | 10               |
| 11                         | 7   | Kimi Räikkönen    | Ferrari                 | 1:58.279           | 1:56.860           |                    | 11               |
| 12                         | 22  | Jenson Button     | McLaren-Mercedes        | 1:57.783           | 1:56.963           |                    | 12               |
| 13                         | 26  | Daniil Kvjat      | Toro Rosso-Renault      | 1:57.261           | 1:57.289           |                    | 13               |
| 14                         | 99  | Adrian Sutil      | Sauber-Ferrari          | 1:58.138           | 1:57.393           |                    | 14               |
| 15                         | 20  | Kevin Magnussen   | McLaren-Mercedes        | 1:57.369           | 1:57.675           |                    | 15               |
| 16                         | 11  | Sergio Pérez      | Force India-Mercedes    | 1:58.362           | 1:58.264           |                    | 16               |
| 17                         | 21  | Esteban Gutiérrez | Sauber-Ferrari          | 1:58.988           |                    |                    | 17               |
| 18                         | 10  | Kamui Kobajaši    | Caterham-Renault        | 1:59.260           |                    |                    | 18               |
| 19                         | 17  | Jules Bianchi     | Marussia-Ferrari        | 1:59.326           |                    |                    | 19               |
| 20                         | 9   | Marcus Ericsson   | Caterham-Renault        | 2:00.646           |                    |                    | 20               |
| 21                         | 4   | Max Chilton       | Marussia-Ferrari        | 2:00.865           |                    |                    | 21               |
| 107% času vítěze: 2:03.602 |     |                   |                         |                    |                    |                    |                  |
| —                          | 13  | Pastor Maldonado  | Lotus-Renault           | Bez času           |                    |                    | 22               |
| Zdroj:                     |     |                   |                         |                    |                    |                    |                  |

Poznámky
1. ↑  Pastor Maldonado nezaznamenal čas, kterým by se kvalifikoval ve 107 % času vítěze. Start mu byl povolen sportovními komisaři.

## Závod
| Poř.   | No. | Jezdec            | Konstruktér             | Počet kol | Čas/Odstoupení | Pořadí na startu | Body |
| ------ | --- | ----------------- | ----------------------- | --------- | -------------- | ---------------- | ---- |
| 1      | 44  | Lewis Hamilton    | Mercedes                | 54        | 1:33:28.338    | 1                | 25   |
| 2      | 6   | Nico Rosberg      | Mercedes                | 54        | +18.062        | 4                | 18   |
| 3      | 14  | Fernando Alonso   | Ferrari                 | 54        | +23.604        | 5                | 15   |
| 4      | 3   | Daniel Ricciardo  | Red Bull Racing-Renault | 54        | +27.136        | 2                | 12   |
| 5      | 1   | Sebastian Vettel  | Red Bull Racing-Renault | 54        | +47.778        | 3                | 10   |
| 6      | 27  | Nico Hülkenberg   | Force India-Mercedes    | 54        | +54.295        | 8                | 8    |
| 7      | 77  | Valtteri Bottas   | Williams-Mercedes       | 54        | +55.697        | 7                | 6    |
| 8      | 7   | Kimi Räikkönen    | Ferrari                 | 54        | +1:16.335      | 11               | 4    |
| 9      | 11  | Sergio Pérez      | Force India-Mercedes    | 54        | +1:22.647      | 16               | 2    |
| 10     | 26  | Daniil Kvjat      | Toro Rosso-Renault      | 53        | +1 kolo        | 13               | 1    |
| 11     | 22  | Jenson Button     | McLaren-Mercedes        | 53        | +1 kolo        | 12               |      |
| 12     | 25  | Jean-Éric Vergne  | Toro Rosso-Renault      | 53        | +1 kolo        | 9                |      |
| 13     | 20  | Kevin Magnussen   | McLaren-Mercedes        | 53        | +1 kolo        | 15               |      |
| 14     | 13  | Pastor Maldonado  | Lotus-Renault           | 53        | +1 kolo        | 22               |      |
| 15     | 19  | Felipe Massa      | Williams-Mercedes       | 53        | +1 kolo        | 6                |      |
| 16     | 21  | Esteban Gutiérrez | Sauber-Ferrari          | 53        | +1 kolo        | 17               |      |
| 17     | 17  | Jules Bianchi     | Marussia-Ferrari        | 53        | +1 kolo        | 19               |      |
| 18     | 10  | Kamui Kobajaši    | Caterham-Renault        | 53        | +1 kolo        | 18               |      |
| 19     | 4   | Max Chilton       | Marussia-Ferrari        | 52        | +2 kola        | 21               |      |
| 20     | 9   | Marcus Ericsson   | Caterham-Renault        | 52        | +2 kola        | 20               |      |
| Ret    | 8   | Romain Grosjean   | Lotus-Renault           | 28        | Převodovka     | 10               |      |
| Ret    | 99  | Adrian Sutil      | Sauber-Ferrari          | 5         | Motor          | 14               |      |
| Zdroj: |     |                   |                         |           |                |                  |      |

## Průběžné pořadí po závodě
Pohár jezdců
|   | Pořadí | Jezdec           | Body |
| - | ------ | ---------------- | ---- |
|   | 1      | Nico Rosberg     | 79   |
|   | 2      | Lewis Hamilton   | 75   |
| 1 | 3      | Fernando Alonso  | 41   |
| 1 | 4      | Nico Hülkenberg  | 36   |
| 1 | 5      | Sebastian Vettel | 33   |

Pohár konstruktérů
|   | Pořadí | Konstruktér             | Body |
| - | ------ | ----------------------- | ---- |
|   | 1      | Mercedes                | 154  |
| 2 | 2      | Red Bull Racing-Renault | 57   |
| 1 | 3      | Force India-Mercedes    | 54   |
| 1 | 4      | Ferrari                 | 52   |
| 2 | 5      | McLaren-Mercedes        | 43   |